# Greg Upchurch
Greg David Upchurch (* 1. Dezember 1971 in Bayou Cane, Terrebonne Parish, Louisiana) ist ein US-amerikanischer Alternative-Rock-Schlagzeuger und spielt heute bei 3 Doors Down. Er ersetzte Daniel Adair, der die Band im Jahr 2005 verließ.
Seine erste Band hieß Eleven und spielte auf einem Album "Avantgardedog" mit. Danach spielte er für Chris Cornell auf seinem 1999er Soloalbum und tourte als Schlagzeuger für Chris. Von dort half Upchurch die Band Puddle of Mudd zu gründen, wo er auf zwei Alben mitspielte, "Come Clean" (2001) und "Life on Display" (2003), bevor er dann im Jahr 2005 zu 3 Doors Down kam.
Seit 2001 lebt er in Kingston, Oklahoma, wo er auch bereits als Kind lebte.
| Personendaten    | Personendaten                             |
| ---------------- | ----------------------------------------- |
| NAME             | Upchurch, Greg                            |
| ALTERNATIVNAMEN  | Upchurch, Greg David (vollständiger Name) |
| KURZBESCHREIBUNG | US-amerikanischer Schlagzeuger            |
| GEBURTSDATUM     | 1. Dezember 1971                          |
| GEBURTSORT       | Bayou Cane, Terrebonne Parish             |